# 小林正親
小林 正親（こばやし まさちか）は、日本のゲームデザイナー、ライター。テーブルトークRPGデザインなどを手がける

## 略歴
明治学院大学文学部芸術学科映像学専攻卒後、ゲーム制作会社「株式会社 遊演体」に所属。その後、海外放送番組の日本語版制作会社を経て、フリーに。代表作はローズ・トゥ・ロードのリプレイ『ソングシーカー』。R&Rに連載され、後に単行本化されたこのリプレイは、声優志望であり、TRPG初心者であるプレイヤーとのセッションという特異性もさることながら、そのマスタリング、結末の付け方について、各地のコミュニティで反響を呼んだ。
TRPGのリプレイはしばしば叙情的で物語性が高く、キャラクターへ個別に焦点を当てるよりパーティ全体の個々として扱うものが多い。TRPGのデザインにおいては結末の付け方を決めずに、単純な要素だけを与える。これは定型なシナリオがなく、ユーザーの想像による意味づけによって作られていく形である。

## 代表作

### テーブルトークRPG
- 扶桑武侠傳 （新紀元社）
- ナイトメアハンター＝ディープ （エンターブレイン）
- 大江戸RPG アヤカシ （エンターブレイン）
- 英雄叙事詩RPG バルナ・クロニカ （新紀元社）
- 小さな勇者のRPG ウタカゼ（新紀元社）

### サプリメント
- ローズ・トゥ・ロード『ザ・ストレンジソング』（アークライト）
- ローズ・トゥ・ロード『タトゥーノ』（アークライト）
- バルナ・クロニカ サプリメント『ナジャ・イストリカ』（新紀元社）
- 小さな勇者のRPG ウタカゼ『ウタカゼレベルアップブック』（新紀元社）
- 小さな勇者のRPG ウタカゼ『ウタカゼキャラバン』（新紀元社）

### リプレイ
- ローズ・トゥ・ロード・リプレイ『ソングシーカー』（新紀元社）
- 無限のファンタジア・リプレイ『七色の風をあつめて』（新紀元社）
- バルナ・クロニカ・リプレイ『真王姫の叙事詩 ～プリンツェザ・サーガ～ Ⅰ』（新紀元社）

### 小説
- 『Peace@Pieces』（ファミ通文庫）
- 『Peace@Pieces』（中国語版）
- 『真・恋姫†無双 〜乙女繚乱☆三国志演義〜』シリーズ全3冊（ファミ通文庫）

1. 『真・恋姫†無双 〜乙女繚乱☆三国志演義〜 蜀書・外史 〜 荒野の決戦!』
2. 『真・恋姫†無双 〜乙女繚乱☆三国志演義〜 呉書・外史 〜 海戦!邪馬台国』
3. 『真・恋姫†無双 〜乙女繚乱☆三国志演義〜 魏書・外史 〜 胡蝶の酔夢!』

- 『真・恋姫†無双 〜乙女繚乱☆三国志演義〜』シリーズ（中国語版）
- 『真・恋姫†無双 〜萌将伝〜 恋都繚乱!小劇集』（ファミ通文庫）
- 『フリーダムウォーズ 牢獄のアオイバラ』（ファミ通文庫）